# Ceratosolen gravelyi
Ceratosolen gravelyi är en stekelart som beskrevs av Grandi 1916. Ceratosolen gravelyi ingår i släktet Ceratosolen och familjen fikonsteklar. Inga underarter finns listade i Catalogue of Life.